# Mr. Gyn
Mr. Gyn é uma banda brasileira formada em 1997 na cidade de Goiânia.

## Carreira
A banda foi formada por Anderson Richards (vocal), Marcos César (bateria), Pedro Lutti (guitarra), Hesthon (violões) e Rodrigo Baiocchi (baixo) 
tocando um som pop rock e trazendo no nome uma homenagem à sigla da capital de Goiás nos códigos aeroportuários.
Em 1999 lançaram seu primeiro álbum, Coisa de Brasileiro.
Campeões de audiência em rádios locais,
o reconhecimento nacional veio em 2003 com a canção Minha Juventude, que alcançou a posição #64 do Hot 100 Brasil em novembro daquele ano.
Ao todo, a banda vendeu mais de 120 mil cópias de seus trabalhos, em sete álbuns, e dois DVDs. Entre eles o Eletroacústico Ao Vivo, gravado em Goiânia em 2007 que teve a participação de Bruno Gouveia do Biquini Cavadão, e vendeu quase 40 mil cópias.
Os maiores sucessos da banda são as músicas Sonhando, Minha Juventude, A Minha Paz, Por quê? e Coisa de Brasileiro.
A banda segue seu trabalho disponibilizando-os para download e streaming gratuitos em sua página oficial.

## Discografia

### Álbuns de estúdio
- Coisa de Brasileiro (1999)
- Pirata Pra Quê ?! (2004)
- Cada Dia (2005)
- O Melhor Lugar do Mundo (2010)
- A História Continua... (2013)
- DEZO1T8 (2015)

### Álbuns ao vivo
- Eletroacústico Ao Vivo (2007)
- Onde Estiver (2011)
- 20 anos (2018)

### DVDs
- Eletroacústico Ao Vivo (2007)
- Onde Estiver (2011)
- 20 anos ao vivo em Uberlândia (2018)